# József Pálinkás
József Pálinkás (en húngaro: Pálinkás József; Szeged, Imperio austrohúngaro, 10 de marzo de 1912-Budapest, Hungría, 24 de abril de 1991) fue un futbolista húngaro que se desempeñaba como guardameta.

## Selección nacional
Fue internacional con la selección de fútbol de Hungría en 5 ocasiones. Formó parte de la selección subcampeona de la Copa del Mundo de 1938, pese a no haber jugado ningún partido durante el torneo.

### Participaciones en Copas del Mundo
| Mundial                        | Sede    | Resultado  | Partidos | Goles |
| ------------------------------ | ------- | ---------- | -------- | ----- |
| Copa Mundial de Fútbol de 1938 | Francia | Subcampeón | 0        | 0     |

## Clubes
| Club        | País    | Año       |
| ----------- | ------- | --------- |
| Szeged FC   | Hungría | ¿-1939    |
| Ferencváros | Hungría | 1939-1941 |

## Palmarés

### Campeonatos nacionales
| Título              | Club        | País    | Año  |
| ------------------- | ----------- | ------- | ---- |
| Nemzeti Bajnokság I | Ferencváros | Hungría | 1940 |